# C'era due volte il barone Lamberto
C'era due volte il Barone Lamberto ovvero I misteri dell'isola di San Giulio è una novella per ragazzi scritta da Gianni Rodari nella forma del romanzo breve.
Ha ottenuto un notevole successo di pubblico ed è stata tradotta in 11 lingue.

## Trama
Il barone Lamberto, signore ricchissimo e molto anziano che soffre di 24 malattie e possiede 24 banche nel mondo, vive in una villa sull'isola di San Giulio, nel lago d'Orta, con il maggiordomo Anselmo e sei persone il cui lavoro è ripetere sempre in continuazione a turno il nome del nobiluomo in un microfono: Delfina, Armando, il signor Giacomini, la signora Zanzi, il signor Bergamini e la signora Merlo. I sei, per svolgere tale compito, ricevono un salario altissimo: 5 euro per ogni "Lamberto" pronunciato - 500 lire nella versione originale. La ripetizione continua del suo nome è infatti il meccanismo che tiene in vita il barone facendolo tornare all' età di 15 anni, e Lamberto ha iniziato a metterlo in pratica dopo aver sentito una profezia al riguardo ("colui il cui nome è sempre pronunciato resta in vita") da un santone arabo incontrato durante un viaggio in Egitto. Le voci dei sei vengono diffuse nel palazzo del barone attraverso un sistema di piccoli altoparlanti posizionati in tutte le stanze e sui mobili, in modo che il barone possa ascoltarli ovunque e in qualsiasi momento premendo un pulsante. In questo modo ogni giorno il barone allontana la morte sempre di più, nonostante le malattie di cui soffre, ed anzi, a un certo punto, inizia a sentirsi sempre più giovane ed in salute.
Un giorno San Giulio viene occupata da 24 banditi, anche loro tutti di nome Lamberto, i quali sequestrano il barone e chiedono un riscatto di un miliardo di euro ad ognuno dei 24 direttori delle banche del barone, mentre il nipote del barone, Ottavio, che è l'unico suo familiare ancora in vita, studia un piano per ucciderlo e far ricadere la colpa sui banditi, in modo da ottenere l'immensa eredità dello zio per pagare i propri debiti. Un giorno Ottavio mette un sonnifero nella cena delle sei persone addette alla ripetizione del nome del barone: in tal modo esse si addormentano, ed al barone è sufficiente una giornata senza che il suo nome venga pronunciato per invecchiare di colpo e morire. Anselmo, il giorno seguente, si accorge del decesso e licenzia in tronco le sei persone, ma improvvisamente, durante il funerale, il barone resuscita, in quanto il suo nome è stato pronunciato da tutte le persone presenti alla cerimonia, che parlano di lui. I sei addetti iniziano quindi a dire "Lamberto" a ritmo serrato e il percorso di vita del redivivo nobile si capovolge, con il barone che torna ad essere un bambino di tredici anni.
Gianni Rodari, come sempre, lascia che il finale sia deciso dal lettore.
Alla fine del libro ci sono diverse postille in forma di brevi storie, appunti, poesie, apparentemente a parte, ma che si collegano in qualche modo al racconto principale, con lo scrittore che suggerisce di cercarvi significati nascosti.
Nel libro si sente il richiamo a seguire la propria testa. Nel finale del racconto Delfina incita il ragazzino Lamberto a stare da solo sulle sue proprie gambe e quando questi deve prendere una grave decisione (chi vuole come tutore, cosa vuole fare) sia Delfina che il maggiordomo non si intromettono. In una postilla si parla della Nigoglia, fiume emissario del lago d'Orta (dove si svolge la storia), l'unico che scorre a nord, verso le montagne, a differenza di tutti gli altri che scorrono a sud.

## Edizioni
- C'era due volte il barone Lamberto ovvero I misteri dell'isola di San Giulio, collana Gli struzzi, n. 160, Torino, Einaudi, 1978.
- C'era due volte il Barone Lamberto ovvero I misteri dell'isola di San Giulio, collana Letture per la Scuola Media, n. 53, Torino, Einaudi, 1980. Milano, Einaudi scuola, 1993.